# Proyecto Horizonte

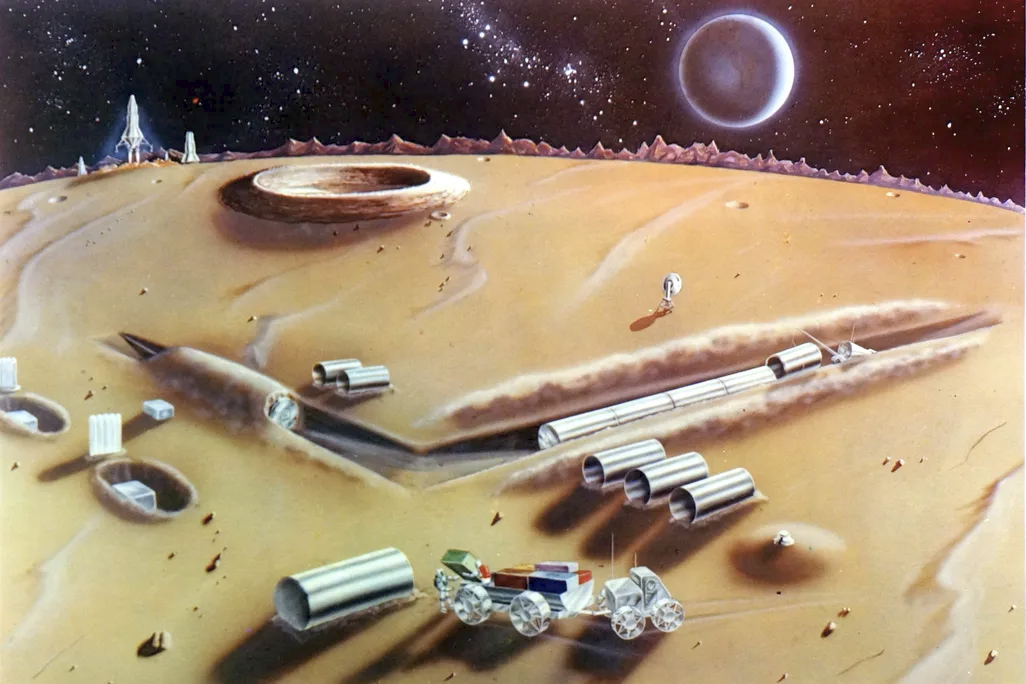
Proyecto Horizonte en la luna, tal como luciría a finales de 1965.

El Proyecto Horizonte (Project Horizon) fue un estudio de 1959 para determinar la viabilidad de construir una base científica y militar en la Luna, en un momento en que el Departamento del Ejército, el Departamento de la Armada y el Departamento de la Fuerza Aérea de EE. UU. tenían la responsabilidad total del programa espacial del país. El 8 de junio de 1959, un grupo de la Agencia de Misiles Balísticos del Ejército (ABMA) produjo para el Ejército un informe titulado Proyecto Horizonte, un estudio del ejército de EE. UU. para el establecimiento de un puesto militar lunar. La propuesta de proyecto establece los requisitos como:
Se requiere que el puesto de avanzada lunar desarrolle y proteja los posibles intereses de Estados Unidos en la Luna; desarrollar técnicas de vigilancia de la Tierra y el espacio desde la Luna, de retransmisión de comunicaciones y de operaciones en la superficie de la Luna; servir como base para la exploración de la Luna, para futuras exploraciones en el espacio y para operaciones militares en la luna si fuera necesario; y apoyar las investigaciones científicas en la Luna.
El Proyecto Horizonte nunca pasó de la etapa de viabilidad y fue rechazado por el presidente Dwight Eisenhower cuando la responsabilidad principal del programa espacial de Estados Unidos fue transferida a la agencia civil NASA.